# Chrysotrichia sukamade
Chrysotrichia sukamade är en nattsländeart som beskrevs av Wells och Malicky 1997. Chrysotrichia sukamade ingår i släktet Chrysotrichia och familjen smånattsländor. Inga underarter finns listade i Catalogue of Life.